# Eucelatoria tinensis
Eucelatoria tinensis là một loài ruồi trong họ Tachinidae.